# Грэм, Уильям, 1-й граф Монтроз
Уильям Грэм, 1-й граф Монтроз (англ. William Graham, 1st Earl of Montrose; 1464 — 9 сентября 1513) — шотландский лорд парламента, который был возведен в графство королем Яковом IV Стюартом и который погиб вместе со своим монархом в битве при Флоддене.

## Происхождение
Монтроз был старшим сыном и наследником Уильяма Грэма, 2-го лорда Грэма, от Элеоноры, или Элен, дочери Уильяма Дугласа, 2-го графа Ангуса. Грэмы были давней семьей нормандского происхождения, которая впервые поднялась на видное место в правление короля Шотландии Давида I (1124—1153).

## Карьера
Уильям унаследовал титул пэра как 3-й лорд Грэм, будучи несовершеннолетним, после смерти своего отца примерно в 1471 году и заседал в парламентах короля Якова III в 1479, 1481, 1482 и 1487 годах. Он поддерживал короля Шотландии Якова III в его борьбе с сыном и присутствовал в битве при Сочиберне 11 июня 1488 года. Затем он был перешел на сторону нового короля Якова IV Стюарта, как и многие из сторонников Якова III, и заседал в его первых двух парламентах 6 октября 1488 года и 6 февраля 1492 года.
В 1503 году Уильям Грэм был назначен 1-м графом Монтрозом (из своего родового поместья в Старом Монтрозе) и заседал в этом качестве в парламенте 3 февраля 1506 года.
Монтроз сопровождал шотландского короля Якова IV во время его вторжения в Англию в 1513 году и был убит в битве при Флоддене 9 сентября 1513 года вместе со своим братом Джорджем Грэмом из Каллендара и шурином сэром Уильямом Эдмонстоуном из Дантрита.

## Поместья
Незадолго до своего возведения в графство Монтроз приобрел поместья Аберутвен и Инчбрейки в Пертшире. Вскоре после создания графства, 3 марта 1505 года, его родовые земли Старого Монтроза были возведены в свободное баронство и графство Монтроз и были вновь пожалованы ему после того, как он сдал их королю. В тот же день он получил еще три грамоты на три другие новые баронства: Кинкардин, Аберутвен и Киннабер в Форфаршире.

## Семья
Уильям Грэм, 1-й граф Монтроз, был трижды женат. Его первой женой 25 ноября 1479 года стала Аннабель Драммонд, одной из пяти дочерей Джона Драммонда, 1-го лорда Драммонда (ок. 1438—1519), и леди Элизабет Линдси. Во второй раз граф женился на Джанет Эдмонстон, дочери сэра Арчибальда Эдмонстона из Дантрита (1453—1502). Его третьей женой была Кристиан Вавейн, дочь Томаса Вавейна из Стевенстона и вдова Патрика Халибертона, 5-го лорда Халибертона.
Сыновья графа Монтроза:
- Уильям Грэм, 2-й граф Монтроз (1492 — 24 мая 1571), преемник отца
- Уолтер Грэм из Литтл-Кэрни.

От третьей жены у Монтроза родился еще один сын, Патрик Грэм из Инчбрейки (ок. 1508—1536), дед епископа Джорджа Грэма (1565—1643), на земли которого Патрик получил грамоту от отца 20 июня 1513 года.
Кроме того, у графа Монтроза было пять дочерей:
- Хелен Грэм, муж с 1509 года Хамфри Колкхаун Младший из Лусса (? — 1537/1538)
- Николя Грэм (дочь Грэма от второго брака), которая вышла замуж (11 февраля 1504 года) за Джона Морея, 6-го графа Аберкэрни
- Элизабет Грэм (дочь Грэма от второго брака), которая вышла замуж (февраль 1514) за Уолтера Драммонда, мастера Драммонда (? — 1518), внука Джона Драммонда, 1-го лорда Драммонда
- Маргарет Грэм (дочь Грэма от второго брака), которая вышла замуж (контракт 10 июля 1510 года) за сэра Джона Сомервиля из Камбуснетана (? — 1553)
- Джин Грэм, которая вышла замуж за Дэвида Грэма, 3-го из Финтри.

Другие известные (но сомнительные) потомки — Эндрю Грэм, который был посвящен в епископство Данблейн в 1575 году, и Джин Грэм, у которой, как сообщают, была дочь Джин от Уильяма Чисхолма (? — 1564), который был посвящен в епископство Данблейн в 1526 году.